# 莊靜潔
莊靜潔（1986年—2016年3月22日），原名莊猗婷，是一名生於台灣桃園縣中壢市（今桃園市中壢區）的國立清華大學畢業生，因患上黃斑病變而嚴重低視力，其後因刻苦學習而獲頒發總統教育獎。莊靜潔在2016年3月疑似死於心肌炎，她的死被懷疑與其靈修導師鄭玉梅有關。

## 早年生平
莊靜潔原名莊猗婷，生於桃園中壢；父親名為莊訓良，在一所輪胎公司工作，母親名為王寶桂。莊猗婷自小得到父母的疼愛，但她在國小遭到校園霸凌，曾經被迫聯署批評老師，導致操行成績惡劣。
唸國中一年級時，莊猗婷因少年型黃斑部病變導致弱視，視力退化到0.02，離鼻尖10公分外的視線只剩下微光，近乎完全失明。此後六年，莊猗婷的父母一直刻苦為女兒治病，帶莊猗婷到台灣各大醫院和眼科診所、以至日本的醫院求醫，但黃斑部病變是無藥可治的；莊猗婷父親只好轉為求助於信仰，在靈媒的建議下舉辦法會以消除業障，並因而把女兒莊猗婷改名為莊靜潔。最後，莊靜潔一家光顧一名無牌行醫者，向他支付醫療費新台幣180萬元，導致莊家花光積蓄並欠下債務，而莊靜潔的視力也沒有改善。
莊靜潔沒有放棄唸書，而是勤奮學習；她上課要坐在第一排，用望遠鏡來觀看黑板上的字，看書時需要擴視機或放大鏡輔助。莊靜潔錄取桃園第一志願國立武陵高級中學，2004年以一般學生的身分考進國立清華大學資訊工程學系，又以優異成績進入國立清華大學資訊工程學研究所；她曾經希望參與研究有聲書，幫助視障人士學習，又立志為視障學生開發電腦軟件。莊靜潔在就讀大學期間獲頒發總統教育獎。
莊靜潔參加身心障礙者的表演團體，2009年3月又在國立清華大學歷史研究所助理教授趙祐志（時任國立三重高中學務主任）引薦下於國立三重高中（今新北市立新北高中）演講，隨即引發全臺校園的關切，各校紛紛邀講。而後莊靜潔把演講作為生命的目的，夢想成為一名國際知名的演說家，希望把自己的奮鬥歷程傳開；2010年7月，她出版了《點亮幸福微光》，書中記載了她因眼疾而面對的挫折、以及轉換心態來化解痛苦的方法。

## 參與靈修團體和死亡
2007年，台灣女子鄭玉梅看到關於莊靜潔的新聞報導，主動向她自薦擔任經紀人；此後，兩人的關係日益密切，莊靜潔開始向鄭玉梅學習仁神術。每當進出鄭玉梅住處，莊靜潔就會以手印膜拜鄭玉梅。鄭玉梅及相關人士告訴莊靜潔，孩子和父母是因為業障而導致今世的緣分欠佳，追隨鄭玉梅靈修則是渡化業障的方法。
2010年，莊靜潔向父親索取100萬新台幣，以作為交給鄭玉梅的學費；由於父親拒絕此要求，莊靜潔離家出走，但後來被勸服回家。2014年，莊靜潔搬回位於中壢的家，但鄭玉梅的道場也搬來附近，莊靜潔每星期有五天來道場修行。莊靜潔把演講和出版書籍的收入全數用以供奉鄭玉梅的道場，鄭玉梅又利用莊靜潔來推銷過期或滯銷的日常用品，要求她用卡車把這些商品搬到親友家；此外，鄭玉梅也向莊靜潔灌輸一天只可以吃一餐、患病不可以求診等概念。鄭玉梅則表示沒有向莊靜潔收取款項，而是莊靜潔因為覺得仁神術有效而送贈紅包。
莊靜潔每天只吃一餐、甚至數天不進食，而且只吃蔬果和魚類，出現營養不良。2016年3月21日，莊靜潔嘔吐、腹瀉、身體癱軟，莊靜潔的靈修同學在當晚八時把她交給鄭玉梅等人，向莊靜潔的弟弟表示要帶她接受治療。一行人乘搭計程車到鄭家，期間計程車司機提醒他們應該去醫院，但鄭玉梅等人執意把莊靜潔帶到住宅。來到鄭家後，鄭玉梅等三人嘗試以仁神術治療莊靜潔，把手放到莊靜潔的腧穴上，把維他命C溶液滴到莊靜潔嘴裡，又以氫氧機為她提供氧氣；在這過程中，莊靜潔不停乾嘔、哀號、翻身。3月22日清晨五時，莊靜潔體溫下降、呼吸停止，靈修同學致电請緊急服務人員向莊靜潔在台北的弟弟告知病情，又刻意在她的四肢綁上暖暖包；在救護人員到場時，莊靜潔已死亡。
法醫發現莊靜潔的心臟上有斑點，懷疑她死於心肌炎；鄭玉梅等三人一度被控以《中華民國刑法》業務過失致死罪，但其後被無保釋放。4月2日，莊靜潔父母向臺灣桃園地方檢察署控告鄭玉梅涉犯傷害致死、詐欺等罪名。莊靜潔在同年4月5日出殯，靈堂以她生前最喜愛的漫畫《海賊王》為主題。初獲不起訴處分。而後莊靜潔家屬提出鄭玉梅等人全民健康保險門診申報紀錄明細表等新證據聲請再議，續行偵查，2018年12月13日桃園地檢署偵結依刑法過失致死罪嫌起訴鄭玉梅等3人。